# Marta Peiró Giménez
Marta Peiró Giménez (Torrent, Horta Sud, 14 d'abril de 1998) és una exfutbolista valenciana, que jugava com a migcampista.
Comença a jugar a les categories inferiors del CD Torrent, i forma part de les categories inferiors del València CF des dels 10 anys. Debuta amb la selecció valenciana sub-12 als 10 anys, i amb la sub-16 espanyola als 14.
El 8 de setembre de 2013 debuta amb el primer equip del València, integrant-se en les dinàmiques de l'equip fins a obtenir fitxa del primer equip a partir de la temporada 2016-17. La temporada 2015-16, l'equip filial, on tenia fitxa, va ser campió de la lliga de segona divisió. Aquell any va ser subcampiona d'Espanya amb la selecció Valenciana. El 21 d'abril de 2017 va participar en el primer partit que el València femení disputava a Mestalla, un derbi contra el Llevant on les merengotes guanyaren per 6-0. Va marcar l'últim gol de l'equip i va esclatar a plorar, imatge que va esdevindre representativa del partit. Aquest any va participar en la Ronda Élite amb la selecció espanyola sub-19. L'any 2019 no li renoven el contracte, fitxant pel Sporting Huelva. Entre 2020 i 2022 juga al Servette suís.
Finalment, el desembre del 2022, als 24 anys, es retira a causa d'una endometriosi.